# Marcus Metilius (tribunus plebis in 401 v.Chr.)
Marcus Metilius was een tribunus plebis in 401 v.Chr.
Hij stelde twee van de tribuni militum consulari potestate van 402 v.Chr. in staat van beschuldiging. Hij verzette zich tegen de heffing van het tributum (oorlogstaks) omdat de patriciërs het grootgrondbezit voor zich bleven opeisen.

## Antieke bron
- Livius, V 11-12.

## Referentie
- W. Smith, art. Metilius (2), in W. Smith (ed.), A Dictionary of Greek and Roman Biography and Mythology, II, Boston, 1867, p. 1067.